# Barbro Littmarck
Barbro Margareta Littmarck, född 5 augusti 1918 i Högbo församling, Gävleborgs län, död 16 maj 2008 i Ekerö församling, Stockholms län, var en svensk formgivare och konstnär.
Littmarck tog examen som silversmed 1941. Därefter var hon i över 40 år formgivare hos hovjuvelerare W.A. Bolin i Stockholm. Littmarck har bland annat formgivit ett altarkors i Ekebyhovskyrkan, ett krucifix i Ekerö kyrka på Ekerö. samt en kräkla åt Uppsala stift. År 2009 donerades Littmarcks personarkiv till Nationalmuseum av W.A. Bolins VD.
Från 1960-talet till sin död 2008 bodde Littmarck i Träkvista på Ekerö. Hon är gravsatt på Uppsala gamla kyrkogård.